# 吉爾曼城 (密蘇里州)
吉爾曼城（英語：Gilman City）是位於美國密蘇里州戴維斯縣及哈里森縣的城市。

## 人口
根據2020年美國人口普查的數據，吉爾曼城的面積為2.18平方千米，皆為陸地。當地共有人口329人，而人口密度為每平方千米151人。